# Bilbil plamisty
Bilbil plamisty (Bonapartia leucogrammica) – gatunek małego ptaka z rodziny bilbili (Pycnonotidae). Endemit Sumatry. Nie jest zagrożony wyginięciem.

## Systematyka
Gatunek ten opisał Salomon Müller pod nazwą Ixos leucogrammicus, opis ukazał się w 1836 roku w „Tijdschrift Voor Natuurlijke Geschiedenis en Physiologie”. Później gatunek zaliczano zwykle do rodzaju Pycnonotus. Obecnie (2025) autorzy Kompletnej listy ptaków świata umieszczają bilbila plamistego w rodzaju Bonapartia, IOC i serwis Birds of the World zaliczają go do Ixos, a IUCN do Hemixos. Nie wyróżnia się podgatunków.

## Morfologia
Długość ciała 17–18 cm. Samice podobne do samców.

## Występowanie
Gatunek ten jest indonezyjskim endemitem zamieszkującym zachodnią Sumatrę.
Jego naturalnym środowiskiem występowania są tropikalne i subtropikalne lasy górskie i ich obrzeża, także lasy wtórne (800–1900 m n.p.m.).

## Status
Międzynarodowa Unia Ochrony Przyrody (IUCN) uznaje bilbila plamistego za gatunek najmniejszej troski (LC – Least Concern). Liczebność populacji nie została oszacowana, ale ptak ten opisywany jest jako dość pospolity w lasach na średnich wysokościach, choć na północy Sumatry zazwyczaj rzadki. BirdLife International uznaje trend liczebności populacji za spadkowy ze względu na wylesianie w obrębie zasięgu występowania tego ptaka.